# 2017 au Pakistan
Cet article présente les faits marquants de l'année 2017 au Pakistan.

## Évènements
- 21 janvier : attentat de Parachinar.
- 13 février : un attentat à Lahore fait au moins 13 morts[1].
- 16 février : l'attentat du sanctuaire de La'l Shahbâz Qalandar fait au moins 88 morts.
- 31 mars : un attentat contre une mosquée à Parachinar fait 22 morts[2].
- 23 juin : attentats meurtriers à Quetta et Parachinar[3].
- 25 juin : explosion de Bahawalpur.
- 24 juillet : un attentat à Lahore fait au moins 26 morts[4].
- 28 juillet : le premier ministre Nawaz Sharif est destitué par la Cour suprême pour évasion fiscale.
- 1er août : Shahid Khaqan Abbasi est élu Premier ministre.